# Scelidocteus ochreatus
Scelidocteus ochreatus is een spinnensoort uit de familie Palpimanidae. De soort komt voor in Guinee-Bissau.